# Erymnochelys madagascariensis
Erymnochelys madagascariensis (Grandidier, 1867) è una  tartaruga della famiglia Podocnemididae, endemica del Madagascar. È l'unica specie del genere Erymnochelys.

## Distribuzione e habitat
E. madagascariensis è endemica del Madagascar occidentale, dal fiume Mangoky a sud sino al Sambirano a nord.
Il suo habitat sono i fiumi i laghi e le paludi.

## Conservazione
E. madagascariensis è considerata dalla IUCN Red List una specie in pericolo critico di estinzione (Critically Endangered).